# Cameron B. Kepler
Cameron Bradford Kepler (Hollywood, 22 maart 1938) is een Amerikaanse ornitholoog en bioloog van wilde dieren. Zijn onderzoeksinteressen omvatten de avifauna van Puerto Rico, Hawaii en andere Pacifische eilanden.

## Biografie
Kepler groeide op in La Jolla aan de Pacifische kust. In 1956 behaalde hij een Bachelor of Arts en in 1962 studeerde hij af als Master of Arts aan de University of California, Santa Barbara. Van 1961 tot 1962 was hij assistent aan de University of California en van 1963 tot 1964 aan de Cornell University. Van 1964 tot 1966 was hij onderzoeksassistent aan het Smithsonian Institution. In 1966 trouwde hij met de Nieuw-Zeelandse biologe Angela Kay Brownscombe, van wie hij intussen is gescheiden. Uit dit huwelijk zijn twee kinderen voortgekomen. In 1968 promoveerde hij met het proefschrift The breeding biology of the blue-faced booby (Sula dactylatra personata) on Green Island, Kure Atoll tot Ph.D. aan de Cornell University. Tussen 1971 en 1973 had hij een postdoctoraal onderzoeksverblijf van 15 maanden aan de University of Oxford.
Van 1968 tot zijn pensionering in 1999 werkte Kepler als natuurbioloog op de afdeling biologische hulpbronnen van het Patuxent Wildlife Research Center van de United States Geological Survey en de United States Fish and Wildlife Service in Laurel (Maryland), waar hij de ecologie en het sociale gedrag van bedreigde vogelsoorten bestudeerde. Deze omvatten de ontdekking (1968) en de eerste beschrijving (1972) van de Puerto-Ricozanger, evenals onderzoek naar de Puertoricaanse amazone (van 1968 tot 1971) en de Puerto-Rico-nachtzwaluw (1972), de trompetkraanvogel (van 1973 tot 1977) en de Kirtlands zanger (van 1987 tot 1997). Van 1977 tot 1987 woonde hij op het eiland Maui en voerde hij veldstudies uit over bosvogels in de hele Hawaiiaanse archipel en bracht hij twee zomers door in de bossen van Kauai. In 1981 ontdekte hij het eerste nest van de bedreigde kleine kauailijster (Myadestes palmeri) op Kauai. In 1996 publiceerde Kepler een bijdrage in het Wilson Bulletin over het nestgedrag van de po'ouli van het eiland Maui, waarvan werd gedacht dat het uitgestorven was sinds 2004, nadat hij het eerste nest van dit soort in 1986 had ontdekt.
Kepler is naar alle 50 staten in de Verenigde Staten en bijna 100 landen gereisd, waaronder de Pacifische eilanden Fiji, Samoa, Tahiti, de Line-eilanden en de Phoenixeilanden. Hij had ook vijf verblijven op Antarctica.
Kepler publiceerde verschillende boeken in samenwerking met zijn vrouw, waaronder Haleakala: A Guide to the Mountain en Majestic Molokai: A Nature Lover's Guide (beide 1992) en The natural history of Caroline Atoll, Southern Line Islands. Part I. History, physiography, botany, and isle descriptions (1994). In 1986 publiceerde hij het boek Forest bird communities of the Hawaiian islands. Their Dynamics, Ecology, and conservation en in 1987 schreef hij samen Noel Snyder en James W. Wiley The Parrots of Luquillo: Natural History and Conservation of the Puerto Rico Parrot. Bovendien was Kepler betrokken aan bijdragen van de Kioea, de Moho en betrokken bij de Po'ouli in het standaardwerk Birds of North America.
In 1991 eerden Storrs Lovejoy Olson en Helen Frances James Angela en Cameron Kepler in het soortenepitheton van de uitgestorven Hawaïaanse rallensoort Porzana keplerorum.